# ハッカーズ
ハッカーズは、日本の音楽ユニット。2013年活動開始。

## 略歴
堀江貴文が、著書「ゼロ―なにもない自分に小さなイチを足していく」を2013年11月に上梓したことがきっかけで同年末に結成。デビュー曲となる「ゼロ ～裸の俺たち～」は、2014年1月10日にボーカルレコーディングを行い、同年2月28日配信開始。

## ディスコグラフィ

### シングル
※ 配信のみ
- ゼロ 〜裸の俺たち〜（2014年2月28日）作詞：堀江貴文・ハッカーズ、作曲：溝田彩華
- 卒業（2014年3月20日）作詞：茂木健一郎・金杉肇、作曲：溝田彩華
- ひとりきりのBirtydayParty（2014年5月30日）作詞：堀江貴文・金杉肇、作曲：溝田彩華

### アルバム
※ 配信と一部店舗でのCD盤リリース
- ゼロ ～裸の俺たち～（2014年6月18日）
  - シングルと同名のアルバム。リリース済のシングル3曲の他、アルバム新曲 「赤いマフラー」を収録。

## メディア

### 書籍
- マネーと国家と僕らの未来（2014年12月1日）

### ラジオ番組
- スキマから聴こえてくるラジオ〜チャンネルハッカーズ〜（2014年10月24日 - ）
  - JFN制作。「スキマから聴こえてくるラジオ」は週替りでパーソナリティが変わるため、チャンネルハッカーズの放送は月1回ペースである。